# Calamboganus
Calamboganus is een geslacht van kevers uit de familie  
kniptorren (Elateridae).
Het geslacht werd voor het eerst wetenschappelijk beschreven in 1989 door Elena Gurjeva.

## Soorten
Het geslacht omvat de volgende soort:
- Calamboganus abscondidus (Gurjeva, 1987)